# Cayo Livio Salinator
Cayo o Gayo Livio Salinator  (m. 170 a. C.) fue un político y militar romano del siglo II a. C., miembro de la gens Livia que ocupó diversas magistraturas hasta alcanzar el consulado en cuyo transcurso fundó Forum Livii, la actual Forlì (Italia).

## Familia
Livio fue miembro de los Livios Salinatores, una rama aristocrática de la gens Livia. Fue hijo de Marco Livio Salinator y Calavia, una mujer de Capua.

## Carrera pública
Fue edil curul en el año 204 a. C. Sirvió como almirante de la flota romana, cuando fue pretor en el año 191 a. C., en la guerra contra Antíoco III el Grande. En un enfrentamiento naval frente a Coricos, derrotó al almirante sirio Polixénidas.
Al año siguiente, continuó la guerra activamente hasta que lo sustituyó Lucio Emilio Régilo. Entonces fue enviado a Licia y después a la corte de Prusias I, rey de Bitinia. Fue cónsul en el año 188 a. C. junto con Marco Valerio Mesala y recibió la Galia como provincia, pero no realizó nada digno de ser destacado.